# Konstanty Brandel
Konstanty Brandel né le 10 avril 1880 à Varsovie et mort le 7 décembre 1970 à Paris est un peintre et graveur polonais.

## Biographie
Fils de Jozef et Aniela Karnkowska, Konstanty Brandel étudie le dessin à Varsovie, puis Cracovie. Après un court séjour en Italie, il se pose à Paris et poursuit ses études à l'Académie Vitti, puis il expose à Paris à de nombreuses reprises et devient membre de la Société nationale des beaux-arts. Il habite à Nogent-sur-Marne, rue Charles VII.